# Ekaterino-Nikol'skoe
Ekaterino-Nikol'skoe (in lingua russa Екатерино-Никольское) è un centro abitato dell'Oblast' autonoma ebraica, situato nell'Oktjabr'skij rajon.